# Ewelina Szybiak
Ewelina Szybiak (13 de setembre de 1989) és una ciclista polonesa professional del 2014 al 2015.

## Palmarès
- 2014
  - 3a al Giro de Toscana-Memorial Michela Fanini
- 2017
  - 3a al Giro de Toscana-Memorial Michela Fanini